# HTFS
HTFS, High Throughput File System (Sistema de Archivos de Alto Rendimiento) es un sistema de archivos optimizado para cómputo de alto rendimiento. Emplea caché orientado a transacciones, registro de intentos y puntos de comprobación de datos. Utiliza journaling para las actualizaciones del disco.
La licencia y desarrollo de HTFS es ahora propiedad de Crosstor.